# Die Krupps
Die Krupps är en tysk musikgrupp som bildades 1981 av Jürgen Engler och Ralf Dörper. Deras ursprungliga ljudstil under 80-talet var en kombination av synthesizers med metalliskt slagverk. 1992 så började de att blanda in mer gitarrer och en ljudbild som liknar heavy metal växte fram, som klart märktes med utgivningen av deras album I. Bandet fortsatte i den stilen genom hela 90-talet. Bandet upplöstes 1997 men återförenades (december 2005).

## Medlemmar
Nuvarande medlemmar
- Jürgen Engler – sång, gitarr, keyboard, synthesizer, programmering, percussion (1980–1985, 1989–1997, 2005– )
- Ralf Dörper – keyboard, synthesizer, programmering (1980–1982, 1985, 1989–1997, 2005– )
- Marcel Zürcher – gitarr, keyboard (2005– )

Tidigare medlemmar
- Volker Borchert – trummor (1992, 2015–2016)
- Ralph Albertini – trummor
- Bernward Malaka – basgitarr (1980–1982)
- Frank Köllges – trummor (1980–?; död 2012)
- Eva Gößling – saxofon (1980–?)
- Christina Schnekenburger – keyboard (1982–?)
- Walter Jäger – trummor (1985)
- Rüdiger Esch – basgitarr (1989–1997, 2005–2011)
- Lee Altus – gitarr (1992–1997)
- Darren Minter – trummor (1993)
- Christopher Lietz – programmering, sampling (1995–1997)
- George Lewis – trummor (1997)
- Oliver Röhl – trummor (2004–2006)
- Achim Färber – trummor (2005–2008)
- Christoph "Nook" Michelfeit – trummor, percussion (2011)
- Bradley Bills – trummor (2013–2014)
- Paul Keller – trummor (2018)

Turnerande medlemmar
- Nils Finkeisen – gitarr (2015– )
- Hendrik Thiesbrummel – trummor (2016– )

## Diskografi

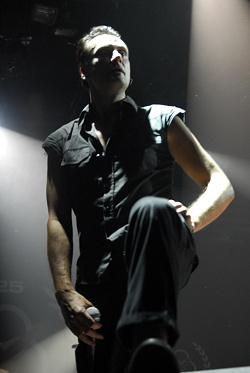
Jürgen Engler

### Studioalbum
- 1981 – Stahlwerksinfonie
- 1982 – Volle Kraft Voraus
- 1985 – Entering the Arena
- 1992 – I
- 1993 – II - The Final Option
- 1995 – III - Odyssey of the Mind
- 1997 – Paradise Now
- 2013 – The Machinists of Joy
- 2015 – V - Metal Machine Music
- 2020 – Vision 2020 Vision
- 2021 – Songs from the Dark Side of Heaven

### Livealbum
- 2016 – Live Im Schatten Der Ringe

### EP
- 1992 – A Tribute to Metallica
- 1993 – Enter Sandman / One
- 2010 – Als wären wir für immer
- 2016 – Stahlwerkrequiem
- 2016 – Alive In A Glass Cage (Die Krupps & Caliban) (2016)

### Singlar
- "Wahre Arbeit, Wahrer Lohn" (1981)
- "Goldfinger" (1982)
- "Risk" (1985)
- "Machineries of Joy" (1989)
- "Germaniac" (1990)
- "Germaniac 2001" (1991)
- "The Power" (1992)
- "Fatherland" (1993)
- "To the Hilt" (1994)
- "Crossfire" (1994)
- "Bloodsuckers" (1994)
- "Isolation" (1995)
- "Scent" (1995)
- "Fire" (1997)
- "Rise Up" (1997)
- "Black Beauty White Heat" (1997)
- "25" (2005)
- "Wahre Arbeit, Wahre Lohn 2006" (2006)
- "Volle Kraft Null Acht" (2009)
- "Als wären wir für immer" (2010)
- "Industrie-Mädchen" (2012)
- "Risikofaktor" (2013)
- "Nazis On Speed" (2013)
- "Robo Sapien" (2014)
- "Battle Extreme" / "Fly Martyrs Fly" (2015)
- "Kaltes Herz" (2015)
- "F*ck You" (2018)

### Samlingsalbum
- 1991 – Metall Maschinen Musik 91-81 Past Forward
- 1993 – Stahlwerksinfonie & Wahre Arbeit-Wahrer Lohn
- 1994 – The Final Remixes
- 1995 – Rings of Steel
- 1996 – Metalmorphosis of Die Krupps
- 1997 – Foundation
- 2007 – Too Much History Vol. 1 + 2: Electro + Metal Years
- 2007 – Too Much History Vol. 1: The Electro Years
- 2007 – Too Much History Vol. 2: The Metal Years
- 2009 – Volle Kraft Null Acht

### Annat
- 1992 – Metal Machine Music (samarbete Accu§er / Die Krupps)
- 1997 – Fire (samarbete Die Krupps / The Crazy World of Arthur Brown)
- 2016 – Alive in a Glass Cage - EP (samarbete Caliban / Die Krupps)